# Trochosa tenuis
Trochosa tenuis är en spindelart som först beskrevs av Roewer 1960.  Trochosa tenuis ingår i släktet Trochosa och familjen vargspindlar.
Artens utbredningsområde är Etiopien. Inga underarter finns listade i Catalogue of Life.